# 田浦環
田浦環（6月1日—）是日本的女演員、聲優，所屬Production baobab。長崎縣出身。

## 演出作品

### 電視動畫
- 惡作劇之吻（奶奶）
- 宇宙兄弟（史密斯奶奶）
- 救難小英雄（人魚）
- 巴比倫2世（恆雪）
- 小仙女（惠美）
- 名偵探柯南（導遊、宇野光江 #817）

2016年
- 龍族拼圖（希德尼婭）

### 外語配音
- 3D大白鯊
- 鷓鴣家庭樂團（蘿莉·帕特里奇（蘇珊·戴伊））

### 舞台
- 愛麗絲夢遊仙境（愛麗絲）
- 甜蜜廣場（卡蓮）

## 外部連結
- Production baobab公開簡歷 （页面存档备份，存于）